# Mieczysław Babiński

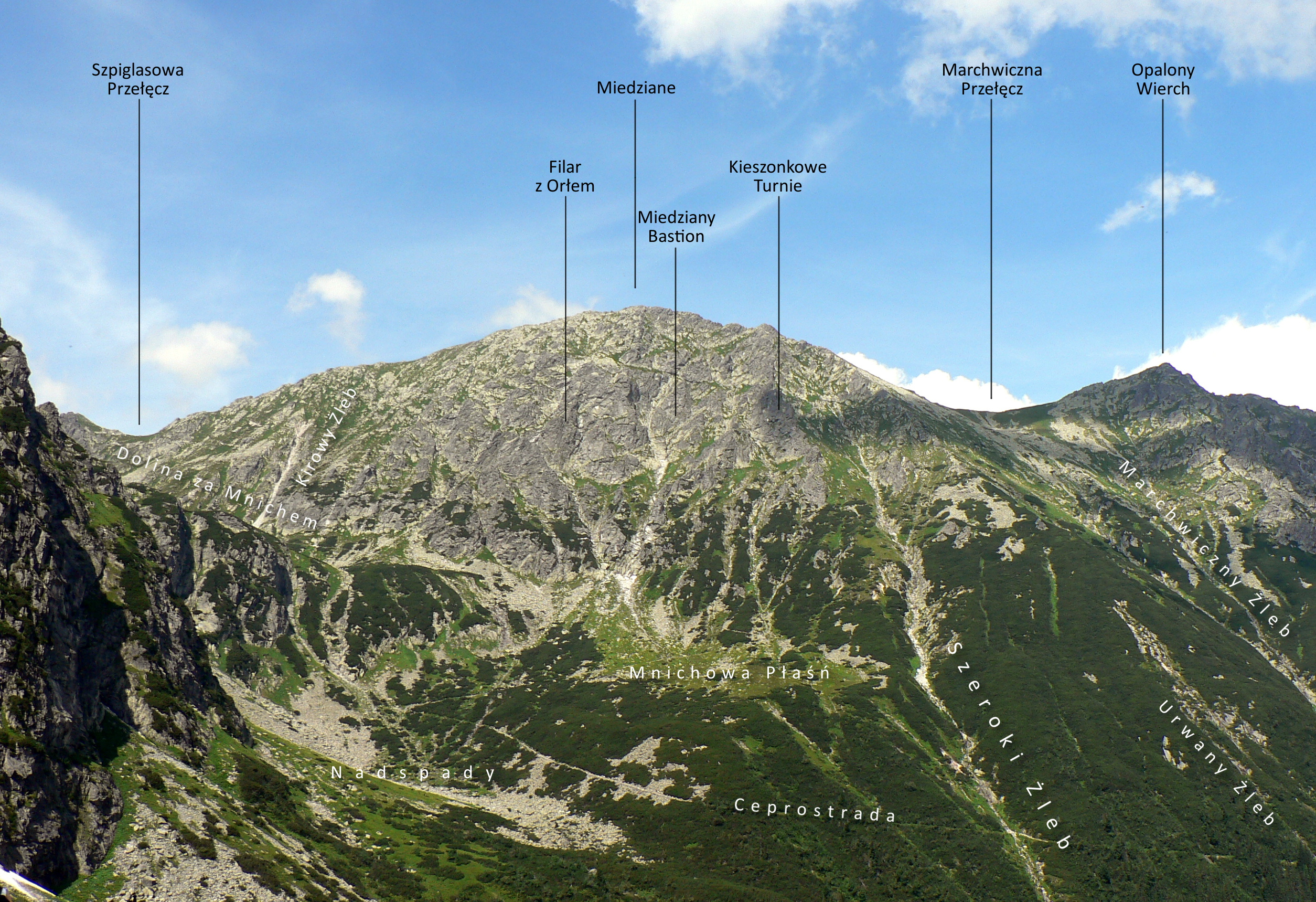
Widok na Miedziany Bastion znad Czarnego Stawu pod Rysami

Mieczysław Babiński (ur. 2 czerwca 1897 w Myślenicach, zm. 18 lipca 1984 w Krakowie) – polski dziennikarz, znawca i popularyzator kultury Japonii, taternik.

## Życiorys
Mieczysław Babiński uprawiał turystykę w Tatrach od 1929 roku, a taternictwo od 1933 roku. Jeszcze w 1976 roku (mając 79 lat) wspinał się na północno-zachodnią ścianę Mnicha. Był jednym z pionierów wspinaczki hakowej w Polsce.
Dokonał w polskich górach szeregu pierwszych lub pionierskich przejść lub ich wariantów, m.in.:
- pierwsze przejścia dróg w skałkach podkrakowskich: w Dolinie Bolechowickiej (np. Rysą Babińskiego na ścianie Bramy Bolechowickiej

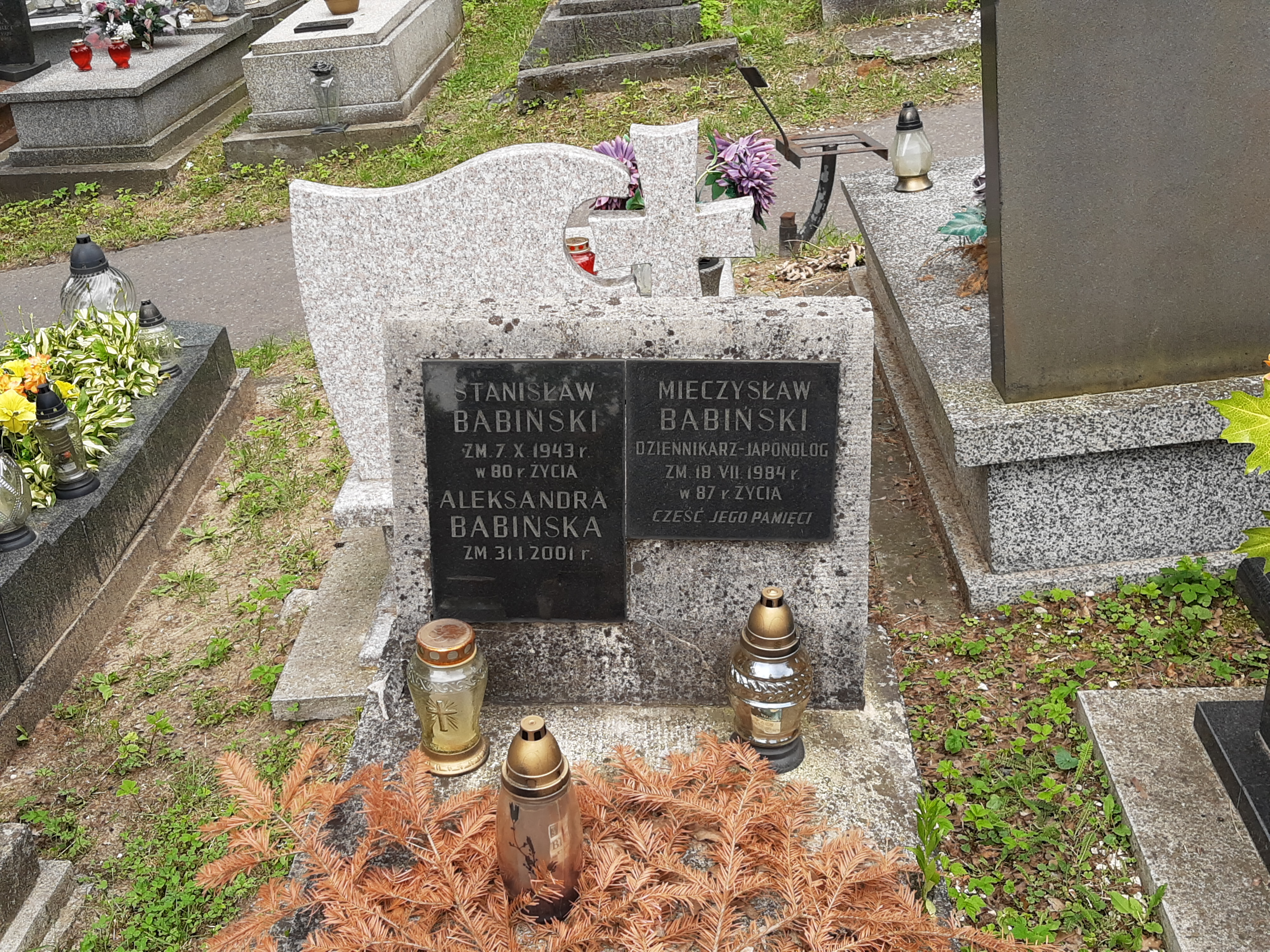
Grób Mieczysława Babińskiego na Cmentarzu Podgórskim

), Dolinie Kobylańskiej i Dolinie Będkowskiej;
- w Tatrach: pierwsze przejścia na Żabiej Lalce, Niżnim Baranim Zworniku, na Przełączkę pod Żabią Czubą, na Miedzianym oraz na Żabim Szczycie Niżnim. Formacje i drogi w okolicy Miedzianego Bastionu, np. Trawnik Babińskich, Żleb Babińskich, Droga Babińskich, nazwane zostały od nazwisk Aleksandry i Mieczysława Babińskich, którzy wspinali się tu w 1946 roku.

Mieczysław Babiński wspinał się też w Dolomitach (w 1938 roku z Tadeuszem Pawłowskim). W 1976 roku (w wieku 79 lat) wszedł na najwyższą górę Japonii, Fudżi (3776 m n.p.m.).
Był członkiem Klubu Wysokogórskiego od 1939 roku, a od 1960 roku jego członkiem honorowym.
Jako dziennikarz pracował w Krakowie kolejno w Głosie Narodu, Dzienniku Polskim i Echu Krakowa, publikując w nich (i innych czasopismach) od 1932 roku liczne artykuły na tematy turystyczne, taternicze i alpinistyczne. Był również autorem artykułów o tematyce wspinaczkowej w Wierchach, m.in.:
- Fudzi — święta góra Japończyków, tom 27, 1958, str. 150
- Alpinizm radziecki w 50. rocznicę Rewolucji Październikowej, Wierchy, tom 36, 1967, str. 125.

Po śmierci został pochowany na Cmentarzu Podgórskim w Krakowie (kwatera XIX-8-19).

## Odznaczenia
- Order Świętego Skarbu (Japonia, 1969) – za 50-letnią popularyzację kultury japońskiej w Polsce